# Jób testamentuma
Jób testamentuma egy ószövetségi apokrif mű, amelyet valószínűleg az Ókori Egyiptomban készítettek a Kr.e. 1. század és i.sz. 1. század vége között. A fennmaradt kéziratok közül a legrégebbi kopt nyelvű, az i.sz. V. századból való; más kéziratok görög és ószláv nyelvűek.

## A mű rövid leírása
Jób, akit Jóbábnak neveznek, Edom királya. Halála előtt összehívja fiait és lányait, hogy közölje velük végakaratát. A mű három részből áll: az első rész leírja Jób szerencsés múltját (9-15. fejezet), a második felidézi próbatételeit, miután átadatott Sátán hatalmába (16-27. fejezet), a harmadik pedig Jóbnak barátaival folytatott beszélgetését idézi fel (28-43. fejezet). Az epilógusban Jób újra elnyeri a boldogságot és meghal (44-53. fejezet).
Jób próbái egy bálványtemplom lerombolásának köszönhetőek. Bár pogány, Jób az igaz Istent kereste. Felismerte a bálványimádó kultusz természetét és lerombolta a bálvány templomát. A Sátán bosszút állva megfosztotta javaitól, megölte fiait és büntetést mért testére. Isten azonban mindent visszaadott neki, mert Jób elfogadta, hogy szeretetből szenvedjen. Az elbeszélés számos költői részből áll, himnuszokból és imádságokból, közülük néhány a qumráni Nabonid imáját idézi fel. Nabonidot hét évig sújtotta rosszindulatú gyulladás, hasonlóképpen hét évig tart Jób megpróbáltatása is. Jóbhoz hasonlóan Nabonid is király. Nabonid szövege utal a király bálványimádására, amiért büntetésül fekély sújtotta. Jób testamentumában azonban, ahogy Ábrahám a bálványszobrokat pusztította el (Jub 12,12), úgy Jób egy pogány templomot rombol le.
Jób egyúttal misztikus, aki az Ezekiel által látott mennyei trónszekeret szemléli. Ez az isteni szekér viszi majd lelkét az égbe. A hangsúly átkerül az eljövendő életre, az angyalokra, akik elviszik Jób testét, valamint az Ábrahám testamentumában található hasonló eszkatologikus tanokra.

## Magyar szövegkiadás
- Jób testamentuma (ford. Adorjáni Zoltán), L'Harmattan Kiadó, Budapest, 2011, ISBN 978-963-236-419-3, 211 p
- Adorjáni Zoltán: Jób testamentuma Moly.hu